# Paratya compressa
Paratya compressa är en kräftdjursart som först beskrevs av De Haan 1844.  Paratya compressa ingår i släktet Paratya och familjen Atyidae. Inga underarter finns listade i Catalogue of Life.